# O Mito de Sísifo

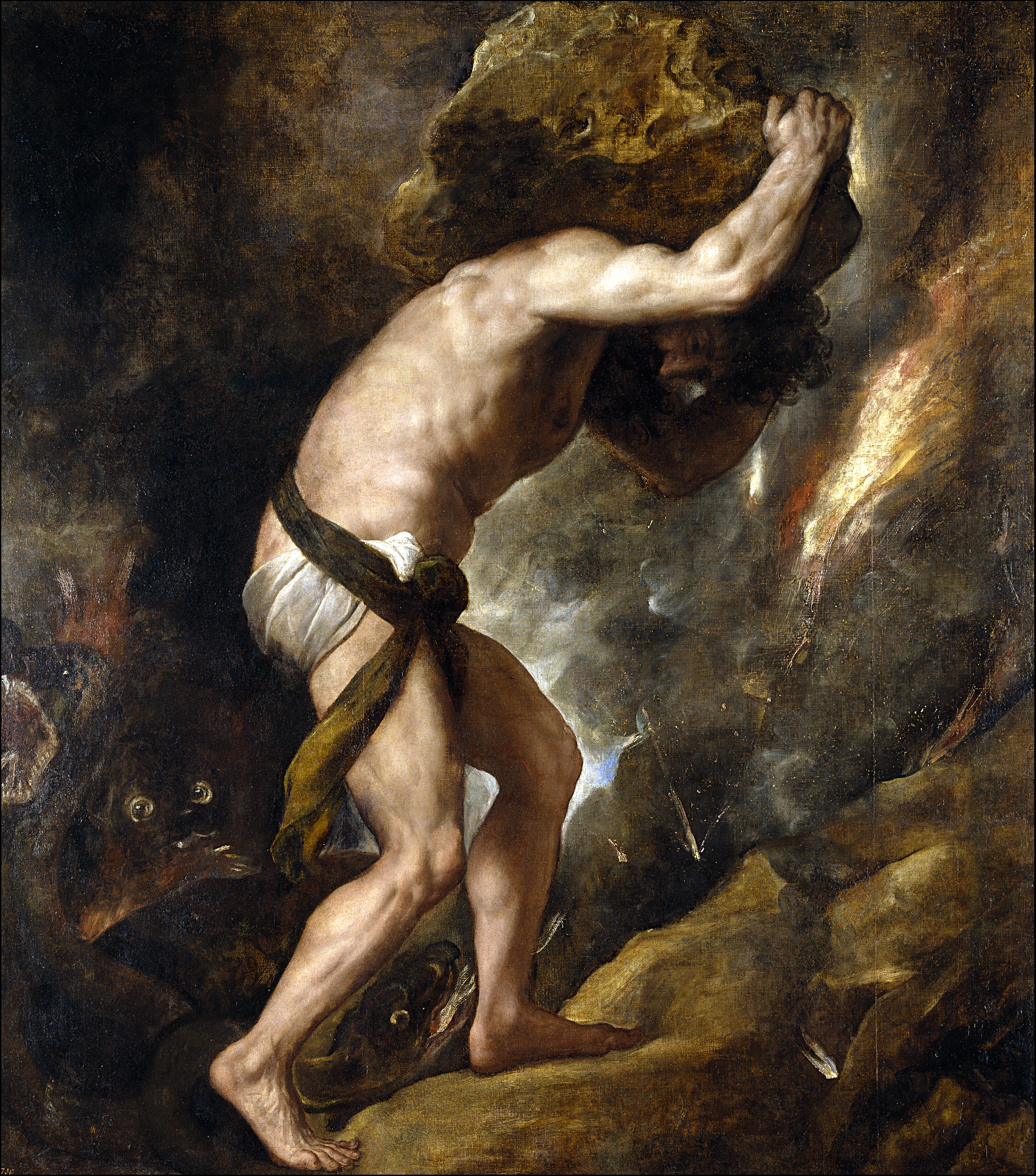
Sisifo, de Tiziano Vecellio, 1548-1549.

O mito de Sísifo é um ensaio filosófico escrito por Albert Camus, em 1942. Para ele, o homem vive sua existência em busca de sua essência, do seu sentido, e encontra um mundo desconexo, ininteligível, guiado por entidades sufocantes como as religiões e ideologias políticas. A solução em não encontrar um sentido não deveria ser o suicídio, mas sim a revolta.
No ensaio, Camus introduz a sua filosofia do absurdo: o homem em busca de sentido, unidade e clareza no rosto de um mundo ininteligível, desprovido de Deus e eternidade. Será que a realização do absurdo exige o suicídio? Camus responde: "Não. Exige revolta". Ele então descreve várias abordagens do absurdo na vida. O último capítulo compara o absurdo da vida do homem com a situação de Sísifo, um personagem da mitologia grega que foi condenado a repetir eternamente a tarefa de empurrar uma pedra até o topo de uma montanha, sendo que, toda vez que estava quase alcançando o topo, a pedra rolava novamente montanha abaixo até o ponto de partida por meio de uma força irresistível, invalidando completamente o duro esforço despendido.

## Sumário
O ensaio é dedicado a Pascal Pia e está organizado em quatro capítulos e um apêndice.

### Capítulo 1: Um absurdo raciocínio
Camus compromete-se a responder o que ele considera ser a única causa da filosofia em questão: Será que a realização da plenitude e absurdo da vida exigem suicídio?
Ele começa por descrever a condição absurda: grande parte da nossa vida é construída sobre a esperança do amanhã, do amanhã que nos aproxima da morte, e é o último inimigo; pessoas vivem como se elas não tivessem  a certeza da morte; uma vez despojado do romancismo comum, o mundo é um estranho e desumano lugar; o verdadeiro conhecimento é impossível de ser explicado pela racionalidade da ciência em favor do mundo: suas histórias, em última análise, no sentido de abstrações, se dão em metáforas. "Desde que o momento absurdo é reconhecido, ele se torna a mais angustiante de todas as paixões"
Não é o mundo que é absurdo, nem o pensamento humano: o absurdo surge quando os humanos precisam entender a satisfação para irracionalidade do mundo, quando "o meu apetite para o absoluto e da unidade" complementa "a impossibilidade de reduzir o mundo a um princípio racional e razoável".
Ele então caracteriza um certo número de filósofos que descrevem a tentativa de lidar com esse sentimento do absurdo, como  Heidegger,  Jaspers,  Shestov,  Kierkegaard e  Husserl. Todos estes, ele alega, cometem "suicídio filosófico", atingindo conclusões que contradizem a posição original do absurdo, quer por motivo do abandono ou da transformação de Deus, como no caso de Kierkegaard e Shestov, ou por motivos divinais, e finalmente chegando a onipresença e uma exclusividade divinal, como no caso de Husserl. Para Camus, que começou a levar a sério o absurdo e segui-lo à suas conclusões finais, estes "ímpetos", não podem convencer. Tomar o absurdo sério, significa reconhecer a contradição entre o desejo da razão humana e do mundo insensato. Suicídio, então, também deve ser rejeitado: sem o homem, o absurdo não pode existir. A contradição deve ser vivida; a razão e seus limites devem ser reconhecidos, sem esperança. No entanto, o absurdo nunca pode ser aceito: ele exige constante confronto, constante revolta.
Embora a questão da liberdade humana no sentido metafísico perca interesse para o homem absurdo, ele ganha liberdade num sentido muito concreto: já não é vinculado pela esperança de um futuro melhor ou eternidade, sem a necessidade de prosseguir o objetivo da vida ou para criar significado, "Ele goza de uma liberdade no que se refere às regras comuns".
Abraçar o absurdo implica abraçar tudo de insensato que o mundo tem a oferecer. Sem um sentido na vida, não existe uma escala de valores. "O que conta não é a melhor vida, mas a maioria dos que a vivem".
Assim, Camus chega a três consequências da plena aceitação do absurdo: a revolta, a liberdade, e a paixão. A revolta, no que tange à constatação de que a vida é absurda, sem sentido; a liberdade, haja vista a nossa condição humana (estamos sós e escolhemos); e a paixão, já que não se vive a vida de outro modo.

### Capítulo 2: O absurdo do Homem

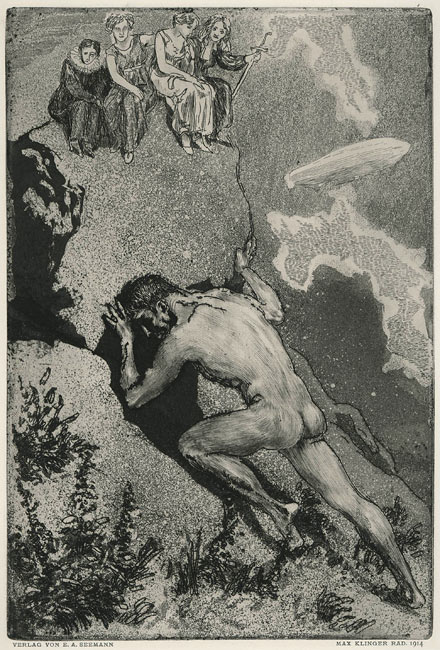
Pintura de Max Klinger, 1914

Como deve viver o homem absurdo? Claramente, não se aplicam regras éticas, como todas elas são baseadas em poderes sobre justificação. "Integridade não tem necessidade de regras." "Tudo é permitido" não é uma explosão de alívio ou de alegria, mas sim, um amargo reconhecimento de um fato."
Camus, em seguida, passa a apresentar exemplos da vida absurda. Ele começa com o Don Juan, o sedutor que vive a vida apaixonado ao máximo. "Não há um nobre amor, mas o que reconhece - tanto os efêmeros quanto os duradouros". O próximo exemplo é o ator, que retrata a vida efêmera da fama efêmera. "Ele demonstra em que medida o ser interpretado cria". "Nestas três horas ele percorre todo o decorrer do beco sem saída, o que homem da plateia leva uma vida para cobrir". O terceiro exemplo do absurdo é o homem conquistador, o guerreiro que com todas as promessas de eternidade, afeta o envolver pleno da história humana. Ele escolhe a ação sobre a contemplação, consciente do fato de que nada pode durar e não é vitória final.

### Capítulo 3: Criação do absurdo
Aqui Camus explora o absurdo criador ou do artista. Uma vez que a explicação é impossível, o absurdo da arte é restrito a uma descrição das inúmeras experiências no mundo. "Se o mundo fosse claro, a arte não existiria." A absurda criação, naturalmente, tem também de abster-se de julgar e de aludir ao mesmo tempo a menor sombra de esperança.
Ele então analisa o trabalho de Fiódor Dostoiévski nesta perspectiva, especialmente O Diário de um Escritor, O idiota e Os Irmãos Karamazov. Todas essas obras começam a partir da posição absurda, e os dois primeiros, a explorar o tema do suicídio filosófico. Mas tanto em O Diário de um Escritor, seu último romance, como em Os Irmãos Karamazov, encontram-se um caminho de esperança e fé e, portanto, não como criações verdadeiramente absurdas.

### Capítulo 4: O mito de Sísifo
No último capítulo, Camus esboça o mito de Sísifo, que desafiou os deuses: quando capturado sofreu uma punição: para toda eternidade, ele teria de empurrar uma pedra de uma montanha até o topo; a pedra então rolaria para baixo e ele novamente teria que começar tudo. Camus vê em Sísifo o ser que vive a vida ao máximo, odeia a morte e é condenado a uma tarefa sem sentido, como o herói absurdo. Não obstante reconheça a falta de sentido, Sísifo continua executando sua tarefa diária.
Camus apresenta o mito para trabalhar uma metáfora sobre a vida moderna, como trabalhadores em empregos fúteis em fábricas e escritórios. "O operário de hoje trabalha todos os dias em sua vida, faz as mesmas tarefas. Esse destino não é menos absurdo, mas é trágico quando apenas em raros momentos ele se torna consciente".

### Apêndice
O ensaio contém um apêndice intitulado "A esperança e o absurdo na obra de Franz Kafka". Embora Camus reconheça que o trabalho de Kafka representa uma descrição requintada da condição absurda, ele sustenta que Kafka falha como escritor absurdo porque seu trabalho retém um vislumbre de esperança.

## O mito de sísifo nos dias atuais
O paralelo que Camus faz da estória grega com o nosso mundo atual é a comparação do esforço de Sísifo com o nosso cotidiano. É a representação finita da eternidade, em forma cíclica: fazer a pedra subir, vê-la cair, descer para buscá-la e subi-la novamente. Camus escreve: "Só vemos todo o esforço de um corpo tenso ao erguer a pedra enorme, empurrá-la e ajudá-la a subir uma ladeira cem vezes recomeçada; vemos o rosto crispado, a bochecha colada contra a pedra, o socorro de um ombro que recebe a massa coberta de argila, um pé que a retém, a tensão dos braços, a segurança totalmente humana de duas mãos cheias de terra".
O destino de Sísifo parece ser absurdo, mas não é menos absurdo que o operário que trabalha todos os dias fazendo a mesma coisa, como em Tempos Modernos. Talvez seja mais trágico, pois ao menos Sísifo é consciente de sua condição — conhece toda a extensão de sua miserável condição.
Volta e meia, alguém das camadas populares conquista o sucesso — veja, sucesso em uma análise meramente comparativa com seus iguais; as oportunidades de uma pessoa de baixo tornar-se grande capitalista é quase zero — e o sistema une todos os seus esforços para transformar essa pessoa em um símbolo, em uma representação viva da meritocracia, da justiça social. Nesse momento, surge a valorização do sofrimento, da pessoa que acorda antes do sol nascer, a demonização do cansaço, a necessidade da produtividade.